# 大谷藤郎
大谷 藤郎（おおたに ふじお、1924年3月27日 - 2010年12月7日）は、日本の厚生官僚（テクノクラート）。元厚生省医務局長。大学教授。精神障害者やハンセン病患者の人権保護・待遇改善に積極的に取り組み、1993年にはWHOからレオン・ベルナール賞を授与された。国際医療福祉大学初代学長。

## 略歴
1924年3月27日、滋賀県に生まれる。1952年（昭和27年）京都大学医学部卒業（在学中は小笠原登に師事）。1959年（昭和29年）、旧厚生省に医系技官として入省した。
入省後は、1962年（昭和37年）から精神衛生課に勤務し、全国精神障害者家族会連合会（略称・全家連、2007年破産・解散）の創設支援、1965年（昭和40年）の精神衛生法の改正などに携わった。また、1972年（昭和42年）に国立ハンセン病療養所課長に就任すると、ハンセン病入所者の生活環境改善に取り組んだ。その後、厚生大臣官房審議官、公衆衛生局長、医務局長を歴任し、1983年退官。退官後も、財団法人藤楓協会理事長、高松宮記念ハンセン病資料館館長、国際医療福祉大学総長などを歴任した。
1993年（平成5年）寄付金を募って高松宮記念ハンセン病資料館を開館させたほか、らい予防法廃止運動に取り組んで同法廃止に貢献した。1998年のらい予防法違憲国家賠償訴訟では証人となって患者勝訴に導いた。また、「精神障害者の社会復帰と社会参加を推進する全国会議」の創設にも関わり、1987年（昭和62年）の精神保健法（後の精神保健福祉法）等の法改正に貢献した。
1993年（平成5年）に、世界保健機関から社会医学・公衆衛生分野におけるノーベル賞といわれるレオン・ベルナール賞を授与された。
2010年（平成22年）12月7日、埼玉県内の病院で死去。86歳没。

## メディアへの露出
大谷は旧厚生省公衆衛生局長の経歴があるため、公衆衛生に関する事故が発生した場合、しばしばメディアの取材を受けてその見解を述べるときがある。例えば、2008年の松阪ショッピングセンターマーム受水槽事故では、地元保健所の安全宣言に対してその内容に対して信頼性を肯定するも、保健所・店舗ともにより一層の情報公開をするべきである旨の見解を寄せている。

## 学位論文
- 大谷藤郎「医療費公費負担診断書に基づく結核医療の社会医学的研究」1960年3月30日 京都大学[4]

## 著書
- 『地域精神衛生活動指針』医学書院、1966年。
- 『高齢化社会への対応-みんなで考える成人病予防』ヤクルト本社<ヤクルト健康シリーズ4>、1981年（青山英康・河内卓との共著）。
- 『一樹の蔭』日本医事新報社、1982年。
- 『プライマリ・ヘルス・ケアの行動指針-WHOの健康戦略』メヂカルフレンド社、1983年（監訳）。
- 『叫び出づる者なし』日本医事新報社、1984年。
- 『公衆衛生の軌跡とベクトル-対談』医学書院、1990年（橋本正己との共著）。
- 『現代のスティグマ-ハンセン病・精神病・エイズ・難病の艱難』勁草書房<勁草-医療・福祉シリーズ51>、1993年。
- 『我が国のアルコール関連問題の現状-アルコール白書』厚健出版、1993年（河野裕明との共編）。
- 『ハンセン病・資料館・小笠原登』藤楓協会、1993年。
- 『大谷藤郎著作集 第1巻「社会医学・公衆衛生・統計論編」』フランスベッド・メディカルホームケア研究・助成財団、1995年。
- 『らい予防法廃止の歴史-愛は打ち克ち城壁崩れ陥ちぬ』勁草書房<勁草-医療・福祉シリーズ66>、1996年。
- 『大谷藤郎著作集 第2巻「プライマリ・ヘルスケア編」』フランスベッド・メディカルホームケア研究・助成財団、1997年。
- 『ハンセン病医学-基礎と臨床』東海大学出版会、1997年（監修）。
- 『「らい予防法国賠訴訟」大谷藤郎証言』皓星社、2000年（ハンセン病国家賠償請求訴訟弁護団編）。
- 『人間を考える-大谷藤郎講義録』国際医療福祉大学出版会、2001年。
- 『地域保健-地域保健の沿革からこれからの栄養士活動を考える』第一出版、2002年（監修）。
- 『医の倫理と人権-共に生きる社会へ』医療文化社、2005年。
- 「医療行政を見つめてきて」『理想の病院を求めて』医療文化社、2005年。
- 『総説現代ハンセン病医学』東海大学出版会、2007年（監修）。